# Boletopsis nothofagi
Boletopsis nothofagi ist eine Ständerpilzart aus der Familie der Weißsporstachelingsverwandten (Bankeraceae). Der Pilz bildet graue, gestielte Fruchtkörper aus, die in Büscheln wachsen. Wie alle Arten der Rußporlinge (Boletopsis) hat er eine porige Fruchtschicht. Er unterscheidet sich von seinen Gattungsgenossen unter anderem durch taillierte, längliche Sporen und eine Grünverfärbung als KOH-Reaktion. Boletopsis nothofagi ist ein neuseeländischer Endemit und bildet Mykorrhiza mit der Scheinbuche Nothofagus fusca. Wann genau der Pilz Fruchtkörper ausbildet, ist unbekannt, sie wurden bislang stets im Herbst gefunden.
Die Erstbeschreibung der Art von Jerry Cooper und Patrick Leonard stammt aus dem Jahr 2012. Boletopsis nothofagi ist DNA-Untersuchungen zufolge ein eher basaler Vertreter der Gattung Boletopsis. Wahrscheinlich ist der Pilz eine autochthone Art Neuseelands und war auf dem Archipel bereits vor der Ankunft der Europäer heimisch. Er gilt als sehr selten und möglicherweise bedroht, wurde aber bislang noch nicht auf eine Rote Liste aufgenommen.

## Merkmale

### Makroskopische Merkmale
Die Fruchtkörper von Boletopsis nothofagi wachsen in der Regel büschelig, seltener einzeln. Sie weisen einen mittig gestielten Hut auf, an dessen Unterseite sich das porige Hymenium befindet.

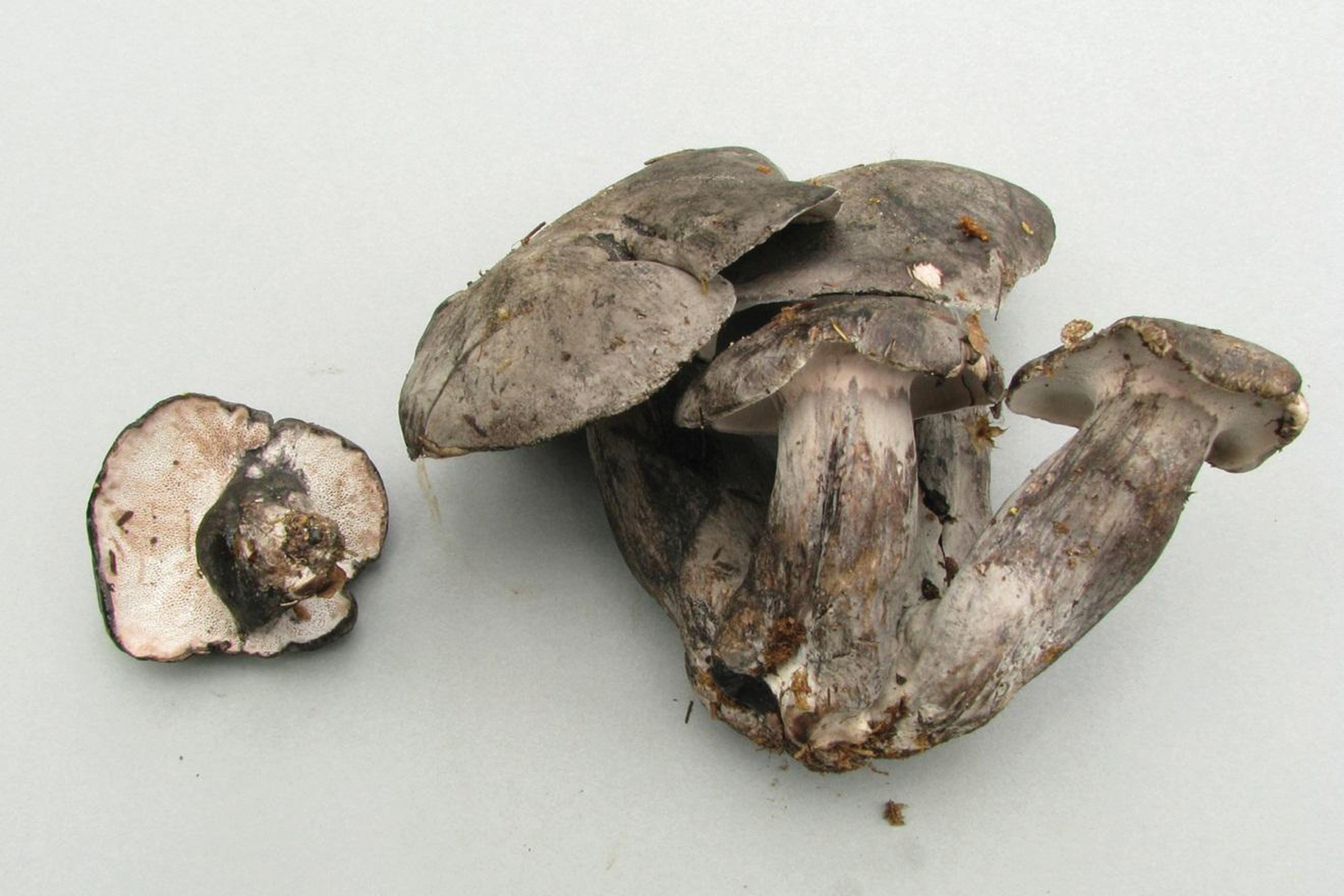
Basidiocarpien von Boletopsis nothofagi. Die Art bildet typischerweise büschelige Fruchtkörper aus.

Der Hut ist konvex, 10–80 mm breit und 5–22 mm hoch. Bei jungen Exemplaren ist der Rand leicht eingebogen, während sich der Hut älterer Fruchtkörper oft wellt. Die Hutoberfläche ist glatt bis leicht faserig und grau gefärbt. Druck- oder Schürfstellen färben sich dunkler und werden schließlich schwarz. Der Stiel der Art ist innen fest und von keuliger bis zylindrischer Form. Er wird etwa 20–60 mm hoch und 10–25 mm dick. Zum Hut und zur Basis hin verjüngt er sich jeweils leicht. Die Stieloberfläche ist glatt und trocken, sie hat eine ähnliche Farbe wie der Hut und zeigt auch die gleichen Reaktionen auf Beschädigungen. Die weiße, porige Fruchtschicht hat eine Dicke von 1 bis 2 mm und verfärbt sich an Druckstellen bräunlich. Ihre Poren sind eckig, auf einen Millimeter kommen zwei bis drei von ihnen. Durch Trocknung nehmen sie eine rosa-bräunliche Farbe an. Die Fruchtschicht läuft leicht den Stiel hinab und ist scharf umgrenzt. Das getrocknete Fleisch riecht entfernt wie Bockshornklee. Die Morphologie der Mykorrhiza wurde bislang nicht beschrieben, wie bei allen anderen Rußporlingen dürfte es sich aber um Ektomykorrhiza handeln.

### Mikroskopische Merkmale
Boletopsis nothofagi hat eine monomitische Hyphenstruktur, das heißt, alle Hyphen sind generative Hyphen, die dem Wachstum des Pilzes dienen. Der Hut zeigt unter dem Mikroskop eine deutlich ausdifferenzierte Huthaut. Sie besteht aus einer Cutis, also einer Schicht aus liegenden, radial orientierten Hyphen. Sie sind bis zu 2 µm dick, braun pigmentiert und mit kleinen, unförmigen Körnchen besetzt. Letztere färben sich in KOH grün, ein diagnostisches Merkmal innerhalb der Gattung. Die Subcutis besteht auf angeschwollenen, bis zu 6 µm dicken Hyphen. Sie sind dünnwandig, mit Öltröpfchen gefüllt und besitzen Schnallen an allen Septen. Die Hymenialschicht zeigt an den Poren zystidenähnliche Strukturen von 80 × 4 µm. Die Basidien von B. nothofagi sind Pleurobasidien, entstehen also an den Seiten der Hyphen. Sie sind zylindrisch bis keulig geformt, 5–10 × 20–30 µm groß und an der Basis beschnallt. Die Basidien tragen stets vier Sterigmata, auf denen hellbraune, dünnwandige Sporen sitzen. Letztere sind höckerig, endseitig abgeflacht und länglich-tailliert. Im Mittel werden sie 5,3 × 4,1 µm groß, sie reagieren auf keinen der gängigen chemischen Tests.

Mikroskopische Strukturen von Boletopsis nothofagi
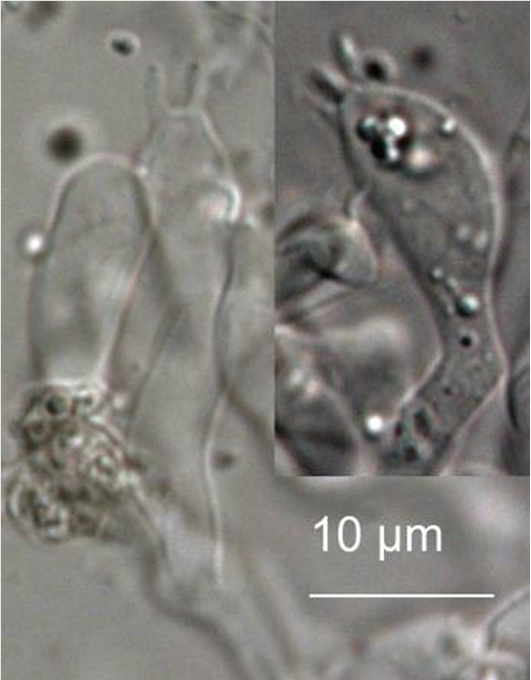
Basidien
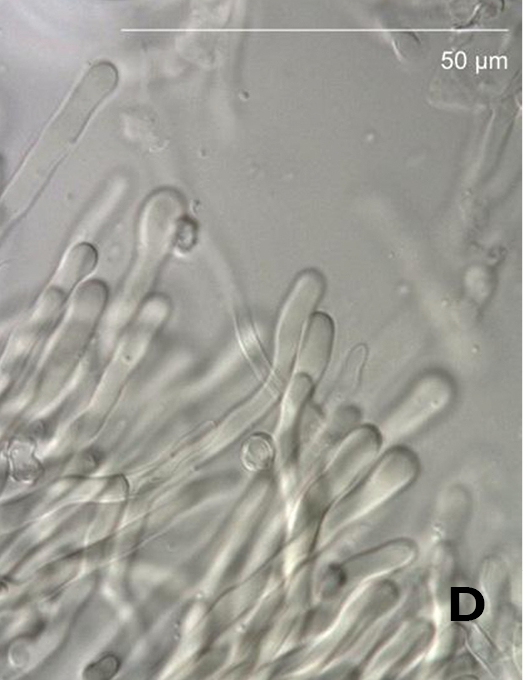
Zystidenähnliche Elemente
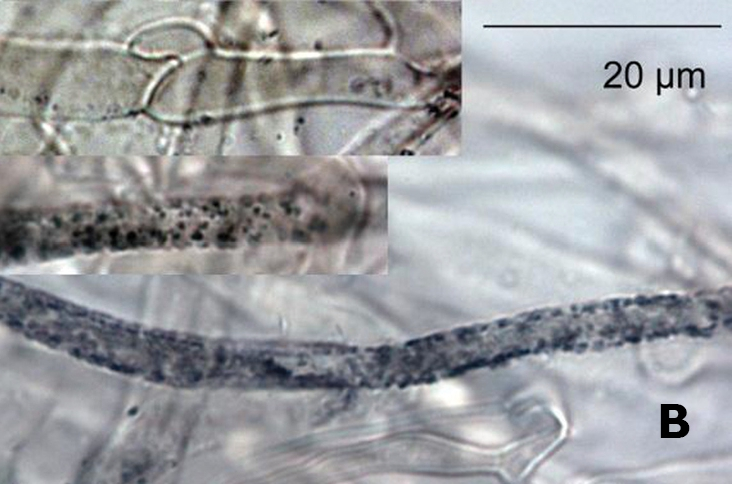
Hyphen mit Schnallen
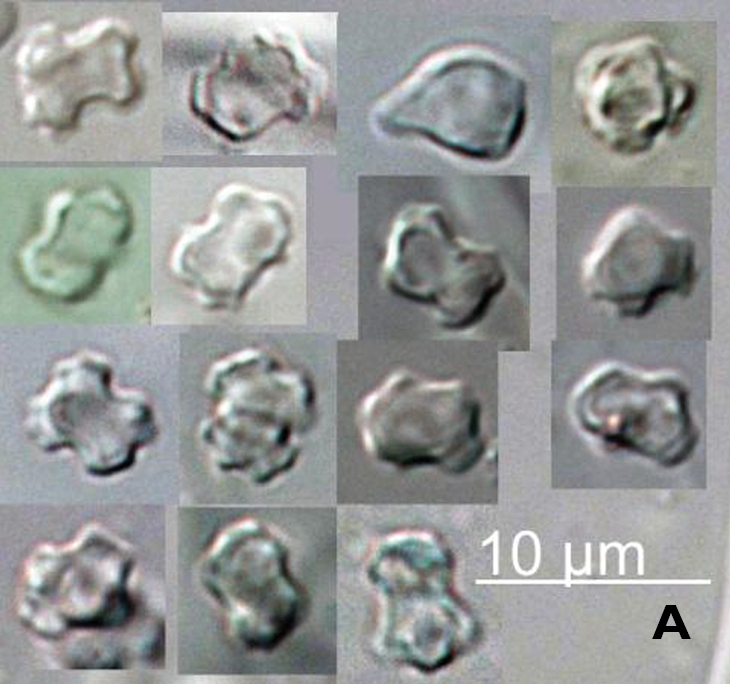
Verschiedene Sporen

## Verbreitung

Verbreitung von B. nothofagi in Neuseeland. Die Verbreitung auf beiden Hauptinseln und die Distanz der Fundorte zueinander sprechen dafür, dass es sich um eine autochthone Art handelt.

Die Fundstellen von Boletopsis nothofagi beschränken sich auf zwei eng umgrenzte Gebiete auf der neuseeländischen Nord- und Südinsel. Die eine, die auch die Typlokalität der Art bildet, liegt im Rimutaka Forest Park nahe Wellington, die andere bei Saint Arnaud im Norden der Südinsel. Beide Orte liegen vergleichsweise weit voneinander entfernt und abgelegen, was es – zusammen mit der Abwesenheit von B. nothofagi im Rest Neuseelands – unwahrscheinlich macht, dass der Pilz erst in jüngerer Zeit nach Neuseeland eingeführt wurde. Wahrscheinlicher ist, dass es sich um eine autochthone, äußerst spärlich verbreitete Art handelt, die bei früheren Kartierungen stets übersehen wurde. Bei B. nothofagi handelt es sich um die südlichste Art der Gattung Boletopsis, die nächsten Verwandten kommen in Asien und Costa Rica vor.

## Ökologie
Die Vorkommen von Boletopsis nothofagi sind offenbar stark an die Scheinbuche Nothofagus fusca, eine auf Neuseeland endemische Baumart der Buchenartigen (Fagales), gebunden. Bislang wurde der Pilz ausschließlich in N.-fusca-Wäldern gefunden, die in ganz Neuseeland südlich von 37° S verbreitet sind. Mit den Bäumen bildet er Ektomykorrhiza, bei der die Myzelfäden des Pilzsymbionten die Wurzeln des Pflanzensymbionten umhüllen und in die Rinde, nicht aber in seine Zellen eindringen. In der Folge übernimmt der Pilz die Funktion der Wurzelhaare und leitet Wasser und Bodennährstoffe an den Baum weiter. Umgekehrt kann er über den Kontakt zum Wurzelgewebe des Baumes auf Photosyntheseprodukte seines Mykorrhizapartners zugreifen. Die Fruchtkörper der Art wurden bislang immer im Mai (Ende Herbst) gefunden.
Über die Standortansprüche von B. nothofagi – etwa Luftfeuchtigkeit, Temperatur, Bodenzusammensetzung oder Wassergehalt – ist bislang kaum etwas bekannt. Da die Art aber nur mit N. fusca vorzukommen scheint, dürfte er weitgehend mit ihren Ansprüchen konform gehen. Die Baumart bevorzugt Tief- und Hügelland entlang von Flusstälern und wächst meist auf nährstoffreichem, gut entwässertem Boden. Die Art ist eher im Inland als in den Küstenregionen zu finden.

## Systematik
2009 wurde im Orongorongotal nahe Wellington eine unbekannte Rußporlingsart gefunden. 2010 wurde der Pilz an der gleichen Stelle wiedergefunden und zudem auch auf der Südinsel entdeckt. Nachdem morphologische Vergleiche und eine DNA-Analyse weiterer Arten der Gattung zu dem Schluss kamen, dass sich der Pilz keinem bekannten Vertreter zurechnen ließ, beschrieben ihn die neuseeländischen Mykologen Jerry A. Cooper und Patrick Leonard als neue Art. Die Erstbeschreibung als Boletopsis nothofagi erschien im Fachjournal MycoKeys. Die beiden Autoren wählten das Artepitheton nothofagi in Anlehnung an die Eigenschaft des Pilzes als Mykorrhiza-Symbiont von Nothofagus fusca. Geschwollene Hyphen und glatte Sporen weisen B. nothofagi als einen Angehörigen der Untergattung Boletopsis subgen. Boletopsis aus.
B. nothofagi ist ein genetisch klar differenzierter Vertreter der Untergattung Boletopsis, der sich nach den Untersuchungen Coopers und Leonards relativ früh vom Vorläufer der meisten anderen bekannten Arten trennte. Lediglich eine nordamerikanische, B. leucomelanea zugeordnete Probe zweigt in ihrem phylogenetischen Baum noch früher ab. Allerdings werden die Verwandtschaftsverhältnisse zwischen vielen Arten in der Studie nicht voll aufgelöst, zudem dürften in der Zukunft wohl auch noch neue Arten beschrieben werden. Die Entwicklungsgeschichte von B. nothofagi bleibt deshalb weitgehend unklar.

## Status
Der Umstand, dass Boletopsis nothofagi erst 200 Jahre nach der europäischen Besiedlung Neuseelands gefunden wurde, illustriert nach Cooper und Leonard die Seltenheit dieser Art, könnte aber auch dadurch bedingt sein, dass die Art möglicherweise selten fruktifiziert. Beide Autoren gehen davon aus, dass die Art äußerst spärlich vorkommt und dies nicht auf menschliche Einwirkung zurückzuführen ist. Zwar liegen keine Daten zur Bestandsentwicklung oder historischen Verbreitung der Art vor, Cooper und Leonard betrachten die Art aber dem neuseeländischen Naturschutzprogramm entsprechend als „von Natur aus selten“ (naturally uncommon). Mit Blick auf den prekären Status einiger verwandter Taxa in Europa mahnen sie für die Zukunft genauere Untersuchungen an.